# 살로몽 올렘베
르네 살로몽 올렘베올렘베(프랑스어: René Salomon Olembé-Olembé, 1980년 12월 8일 ~ )는 카메룬의 전직 프로 축구 선수로, 주로 왼쪽 미드필더로 활약했다.

## 구단 경력
올렘베는 낭트에서 선수 경력을 시작했으며, 2000–01년 시즌 프랑스 디비지옹 1 우승 당시 팀의 일원으로 30경기에 출전해 기여했다. 그는 또한 1999년과 2000년 쿠프 드 프랑스 결승전에서 우승을 경험했고, 1999년 트로페 데 샹피옹에서도 우승을 차지했다. 이후 2002년 마르세유로 이적했다. 마르세유 소속으로는 잉글랜드 프리미어리그의 강등권 팀 리즈 유나이티드에서 한 시즌을 임대 생활했으며, 카타르의 알라이얀에서도 한 시즌을 임대로 뛰었다.
2007년 마르세유를 완전히 떠난 뒤에는 프리미어리그 신생팀 더비 카운티에서 여름 동안 입단 테스트를 받았고, 친선 경기에서 버턴 앨비언을 상대로 골을 넣기도 했으나 계약 제안을 받지는 못했다. 이후 9월 4일, 위건 애슬레틱의 감독 크리스 허칭스에 의해 1년 계약으로 영입되었다. 올렘베는 당시 팀을 떠난 레이턴 베인스의 대체자로 영입되었으나, 랭커셔 클럽에서 8경기 출전에 그쳤다.
2008년 4월, 올렘베가 튀르키예의 클럽 카이세리스포르로 이적할 것이라는 소식이 전해졌다.
쉬페르리그 두 번째 시즌 도중인 2010년 1월, 겨울 이적 시장에서 올렘베는 그리스의 [라리사 FC|라리사]]로 이적했으나, 몇 달 만에 팀을 떠나 3월, EFL 챔피언십 소속 번리의 입단 테스트를 받았다. 그는 맨체스터 시티 리저브팀과의 경기에서 출전했지만, 하프타임에 교체됐다.

## 국가대표팀 경력
그는 1997년 카메룬 국가대표팀에 처음 선발되어 A매치 통산 64경기에 출전했다. 올렘베는 FIFA 월드컵과 아프리카 네이션스컵에 카메룬 국가대표로 참가했다.

## 사생활
올렘베는 카메룬과 프랑스 국적을 모두 보유하고 있으며, 1999년 6월 17일, 귀화를 통해 프랑스 국적을 취득했다.

## 수상
마르세유
- UEFA 인터토토컵: 2005년[10]